# 巴都阿塔岛
巴都阿塔岛（Pulau Batuata）位于印度尼西亚中南部的一座岛屿，属于东南苏拉威西省中布顿县管辖。